# Pieni Papaluoto
Pieni Papaluoto är en ö i Finland. Den ligger i sjön Haukivesi och i kommunen Nyslott i  landskapet Södra Savolax, i den sydöstra delen av landet, 290 km nordost om huvudstaden Helsingfors. Öns area är 0,9 hektar och dess största längd är 220 meter i sydöst-nordvästlig riktning.